# Phoboscincus bocourti
Phoboscincus bocourti (лат.) — крупная ящерица из семейства сцинковых.
Встречается только на острове Пен в Новой Каледонии.
Этот вид считался вымершим до декабря 2003 года, когда специалистами из Национального музея естественной истории Франции был найден один живой экземпляр. Животное было сфотографировано, заснято и отпущено. До этого Phoboscincus bocourti был известен только по одному образцу, добытому на этом же острове в 1870-х годах.
Наземный сцинк, вероятно, активный ночью.
Длинные, изогнутые и острые зубы этого крупного сцинка предполагают хищный образ жизни, что необычно для сцинковых, большинство из которых всеядны или насекомоядны. Его рацион может включать крупных беспозвоночных, других ящериц, молодых птиц и яйца. Достигая 50 см в длину (длина от кончика морды до клоакального отверстия — до 28 см), является третьей по величине хищной рептилией на острове после вымерших варанов и сухопутных крокодилов.
Вид находится в категории critically endangered (CR) — таксоны в критическом состоянии, возможно, исчезнувшие. Может истребляться и испытывать конкуренцию со стороны чёрных, серых и малых крыс, кошек, которые живут в некоторых районах острова.